# Sepahan Isfahan
Sepahan SC (per. سپاهان اصفهان) – irański klub piłkarski z siedzibą w Isfahanie. Jest 2-krotnym mistrzem kraju i 3-krotnym zdobywcą Pucharu Iranu.
Sepahan został założony w 1953 roku i był pierwszym zwycięzcą ligi irańskiej (Persian Gulf Cup) spoza Teheranu - po raz pierwszy triumfował w tych rozgrywkach w sezonie 2002/2003. Po roku Sepahan zwyciężył w rozgrywkach Hafzi Cup (Puchar Iranu). Sukces ten drużyna z Isfahanu powtórzyła także w sezonach 2005/2006 i 2006/2007. W roku 2007 Sepahan doszedł do finału Azjatyckiej Ligi Mistrzów, gdzie jednak przegrał w dwumeczu z japońskim zespołem Urawa Red Diamonds. W sezonie 2009/2010 Sepahan po raz drugi został mistrzem kraju.
Swoje mecze w roli gospodarza Sepahan rozgrywa na stadionie Naghsh-e-Jahan w Isfahanie, którego pojemność szacuje się na około 75 tysięcy widzów.

## Sukcesy
- Iran Pro League
  - mistrzostwo (5): 2002/2003, 2009/2010, 2010/2011, 2011/2012, 2014/2015
  - wicemistrzostwo (1): 2007/2008
- Hazfi Cup
  - zwycięstwo (4): 2004, 2006, 2007, 2013
- League 2
  - mistrzostwo (1): 1973/1974
- Liga Mistrzów
  - finał (1): 2007